# Strobilanthes koordersii
Strobilanthes koordersii är en akantusväxtart som beskrevs av C. B. Cl. och Sijfert Hendrik Koorders. Strobilanthes koordersii ingår i släktet Strobilanthes och familjen akantusväxter. Inga underarter finns listade i Catalogue of Life.